# Automóvil ejecutivo
Automóvil ejecutivo ("executive car" en inglés) es un término de origen británico para denominar a un coche grande, que es equivalente a las clasificaciones europea segmento E y americana tamaño completo. Son más grandes que los ejecutivos compactos (y que los modelos de tamaño mediano equivalentes que no son de lujo) y más pequeños que los sedanes de lujo.
La denominación también ha sido adoptada por Euro NCAP, una organización europea fundada para evaluar la seguridad de los automóviles.

## Origen
El término se acuñó en la década de 1960 para describir los automóviles destinados a profesionales de éxito y gerentes de nivel medio a superior. Fue utilizado por las empresas como un incentivo para los empleados en puestos de alto nivel y para explotar los esquemas fiscales de Gran Bretaña y Europa como un vehículo propiedad de la empresa. Los primeros automóviles ejecutivos solían ofrecer motores con cilindradas de 2-3,5 L (122-214 plg³), en comparación con la cilindrada habitual de 1,6-2,4 L (98-146 plg³) propia de un "automóvil para una familia numerosa" de tamaño equivalente, mucho menos lujoso.
Antes de la década de 1990, los automóviles ejecutivos eran típicamente sedanes, aunque en los últimos años también se han producido en otros estilos de carrocería, como versiones familiares, descapotables, cupés y "hatchback" de cinco puertas. Por lo general, deben ser "cómodos, refinados y que muestren una conducción segura y placentera".

## Estilos de carrocería
En general, estos autos son sedanes de 4 puertas. Algunos fabricantes buscan diferenciar sus ofertas con versiones familiares, o con carrocerías "hatchback" de cinco puertas; en particular, se sabe que Rover, Saab, Renault y Citroën han preferido estos estilos de carrocería, y Ford también ofreció estos modelos durante la década de 1990. Audi y BMW también han ofrecido estos estilos de carrocería para sus coches ejecutivos. Hasta la década de 1990, algunos modelos también estaban disponibles como cupés de dos puertas.

## Producción por países

### China
Uno de los primeros automóviles ejecutivos fabricados en China fue el Roewe 750 2006, basado en el Rover 75. En 2012, se introdujo el Roewe 950, que es una versión rediseñada del Buick LaCrosse de 2010. En 2020 salió oficialmente a la venta en China el BYD Han.
Varias marcas extranjeras han producido versiones de batalla alargada específicamente para el mercado chino, debido a la preferencia que tienen los propietarios chinos por los vehículos conducidos por un chófer. Se pueden citar ejemplos como la versión "XF L" del Jaguar XF (X260) de 2016, la versión "Li" del BMW G30 2017 y otros modelos de Audi, Mercedes-Benz y Volvo.

### Francia
En Francia, los automóviles ejecutivos se conocen como "Grande Routière", una clase de coches cómodos para largas distancias que surgieron por primera vez en el mercado francés en la década de 1930.
Peugeot comenzó a producir coches grandes a principios del siglo XX. Después de que el Peugeot 601 dejara de fabricarse en 1935, la empresa cesó la producción de modelos grandes hasta que se introdujo el Peugeot 604 en 1975. El 604 fue reemplazado por el Peugeot 605 en 1989, que a su vez fue reemplazado por el Peugeot 607 en 1999. Tras el final de la producción del 607 en 2010, Peugeot ya no ha vuelto a producir automóviles ejecutivos.
El primer coche grande de Citroën fue el Citroën Traction Avant de 1934, que fue reemplazado en 1955 por el icónico Citroën DS, que fue sustituido a su vez en 1974 por el Citroën CX y luego por el Citroën XM de 1989. La producción del XM finalizó en 2000 y durante cinco años Citroën no produjo un automóvil ejecutivo. El Citroën C6 de 2005 se produjo hasta 2012 y Citroën no ha producido ningún automóvil ejecutivo desde entonces.
Renault ingresó al segmento de automóviles ejecutivos en 1975 con los modelos Renault 20/30. Fueron reemplazados en 1983 por el Renault 25, que presentaba una parte trasera "fastback". En 1992, el 25 fue reemplazado por el Renault Safrane, sustituido por el Renault Vel Satis en 2002, que a su vez fue reemplazado por el Latitude en 2010 y luego por el Talismán.

### Alemania
La clase equivalente para estos automóviles en Alemania es "Obere Mittelklasse" (literalmente, clase media alta) según la definición de las autoridades federales alemanas. Los automóviles de lujo todavía más grandes se denominan Oberklasse ("clase superior").
Mercedes-Benz ha producido grandes coches de lujo desde principios del siglo XX. Después de la Segunda Guerra Mundial, los primeros modelos completamente nuevos de Mercedes-Benz fueron los ejecutivos Mercedes-Benz W120. Este linaje continúa hasta el presente, comercializado como Mercedes-Benz Clase E desde 1993. El fastback de cuatro puertas Mercedes-Benz Clase CLS se agregó a la gama de modelos de la compañía en 2004, con un estilo de carrocería "shooting brake" también producido entre 2012 y 2017.
El primer automóvil grande de lujo de BMW fue el BMW 326 de 1936-1941. Después de una pausa de 21 años, los siguientes modelos de automóviles ejecutivos de BMW fueron los de la Nueva Clase de Sedanes de 1962. En 1972 fueron reemplazados por el BMW Serie 5, que sigue en producción en la actualidad. Durante las sucesivas generaciones de la Serie 5, se ha producido en estilos de carrocería sedán, familiar y de cinco puertas.
El primer gran automóvil de lujo producido por Audi fue el Audi 100, que se lanzó al mercado en 1968. El Audi 100 fue reemplazado por el Audi A6 en 1994, que sigue en producción en la actualidad. En 2010, se agregó a la gama de modelos un "fastback" de cuatro puertas, el Audi A7.
El Ford Granada es un automóvil ejecutivo que fue producido por Ford Europa entre 1972 y 1994.

### Italia

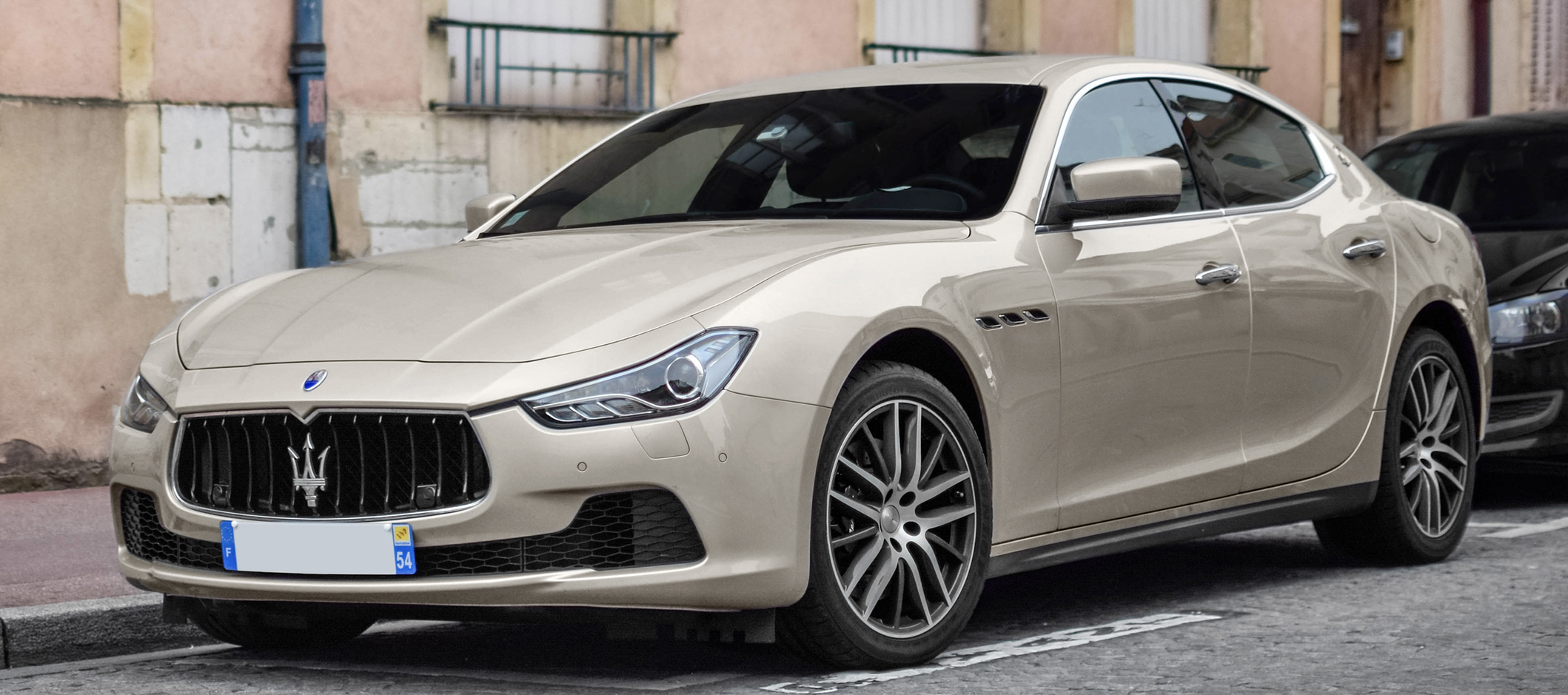
Maserati Ghibli

El primer automóvil de lujo grande de Fiat fue el Fiat 24-32 HP, que se introdujo en 1903. Otros Fiat de lujo grandes producidos antes de la Segunda Guerra Mundial fueron los Fiat 510, Fiat 520, Fiat 527 y Fiat 2800. En 1959 se lanzaron los sedanes ejecutivos Fiat 1800/2100 y se introdujeron las versiones familiares. Estos modelos fueron reemplazados por el Fiat 2300 en 1961. El último automóvil ejecutivo de FIAT fue el Fiat 130, que se produjo entre 1969 y 1977.
Lancia produjo varios coches grandes de lujo antes de la Segunda Guerra Mundial, incluidos los Lancia Lambda, Lancia Artena y Lancia Aprilia. El Lancia Flavia fue un automóvil ejecutivo que comenzó a producirse en 1961 y fue reemplazado por el Lancia 2000 en 1971. El 2000 fue reemplazado por el Lancia Gamma, que se lanzó en 1976. En 1984, el Gamma fue reemplazado por el Lancia Thema, y luego por el Lancia Kappa en 1994. El Lancia Thesis, producido entre 2001 y 2009, es el último automóvil ejecutivo producido por Lancia. De 2011 a 2015, el Chrysler 300 se vendió en Europa como Lancia Thema.
El primer ejecutivo de Maserati es el Maserati Ghibli, que ha estado en producción desde 2013.

### Japón

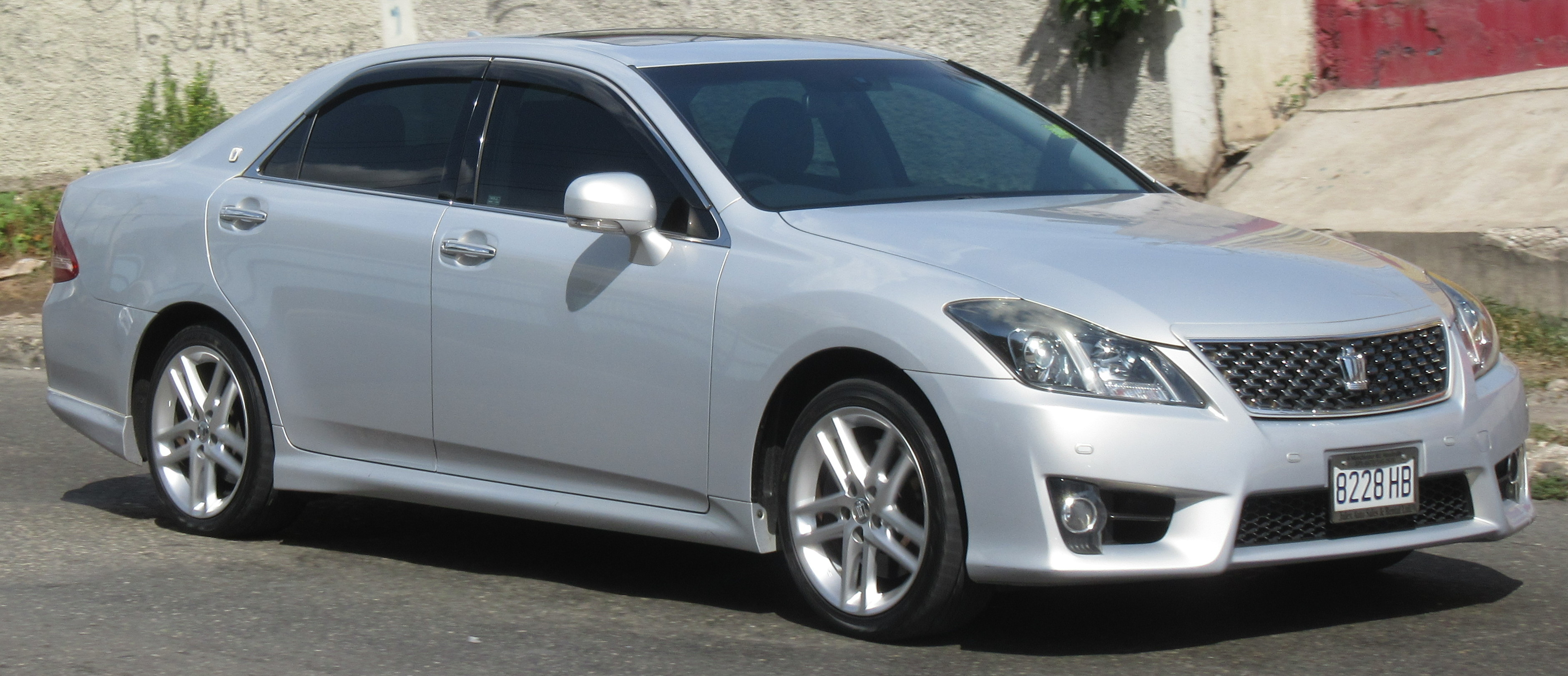
2010–2012 Toyota Crown Athlete

Toyota ha estado produciendo grandes automóviles de lujo desde que se lanzó el Crown en 1955. El Crown se ha seguido produciendo, superando la decimoquinta generación. En 1991 comenzó a producirse el Aristo, un derivado del Crown, y desde 1993 hasta 2020 se comercializó bajo la submarca de lujo de Toyota como Lexus GS.
El automóvil ejecutivo de mayor duración de Nissan comenzó a producirse en 1959 como Prince Gloria, que luego pasó a llamarse Nissan Gloria, tras la fusión de Nissan y Prince. El Gloria se fabricó en 12 generaciones sucesivas hasta 2004. Otro automóvil ejecutivo de Nissan fue el Cedric de 1960, que se produjo hasta 2004 (aunque una versión de taxi/flota permaneció en producción hasta 2015). El Cedric fue reemplazado por el Fuga en 2004, también vendido como Infiniti M de 2003 a 2012 y Q70 desde 2012.
Mitsubishi comenzó a producir coches ejecutivos en 1964 con el Debonair, reemplazado en 1999 por el Proudia, que se suspendió en 2001 y luego regresó de 2012 a 2016 como un Fuga rebautizado.
El primer automóvil ejecutivo de Mazda fue el Luce de 1969. En 1991, el Luce fue reemplazado por el Sentia, que se fabricó hasta 1999. El Millenia, también vendido como Xedos 9 y Eunos 800, se fabricó entre 1993 y 2002.
Honda presentó su primer automóvil ejecutivo, el Legend (vendido como Acura Legend en los Estados Unidos) en 1985. El Legend se produjo hasta 2012 y luego a partir de 2014.

### Corea del Sur

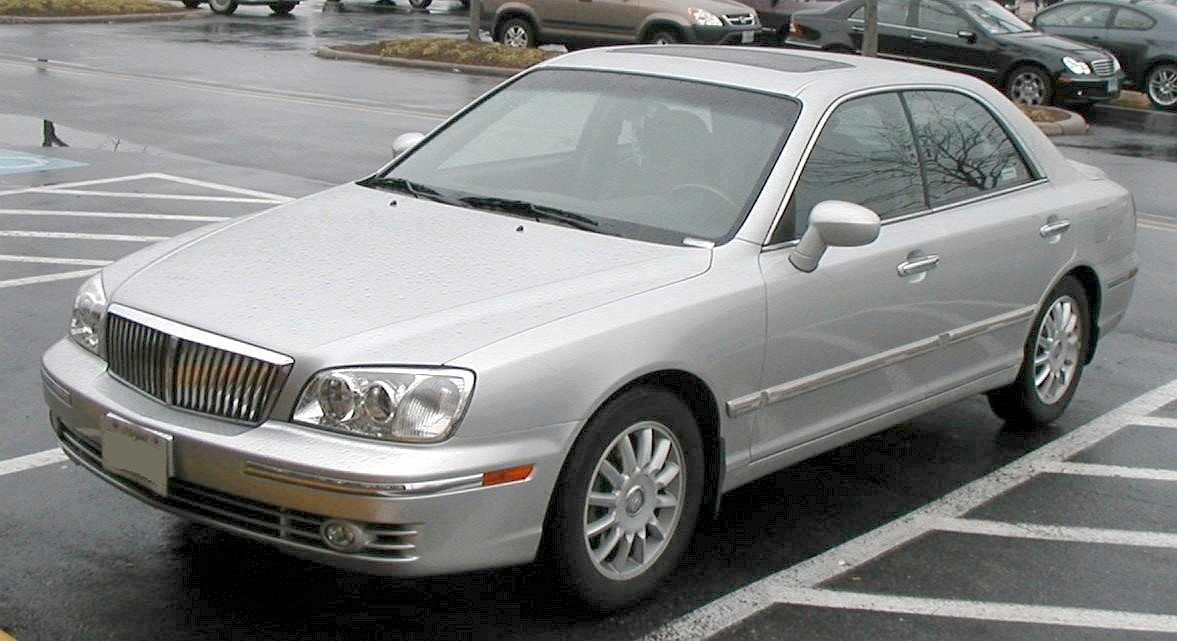
Hyunday Azera

Un número creciente de fabricantes asiáticos comenzó a ofrecer autos ejecutivos, como los Kia K8, Hyundai Azera y Genesis G80.
El estándar de los coches ejecutivos coreanos posiblemente provino del modelo Hyundai Azera de tercera generación, lanzado en 1998. Los modelos anteriores, Kia Potentia y Hyundai Grandeur, pertenecían a la clase de coches grandes para ser conducidos por chóferes, pero quedaron relegados a los manejados por los propietarios con el modelo XG. Posteriormente, el lanzamiento del Kia Opirus y del Daewoo Magnus formó el mercado de automóviles semi-grandes.

Actualmente, los modelos sedán de negocios semigrandes que se venden en el mercado coreano incluyen los Kia K7 y Hyundai Grandeur, cuyo modelo de lujo es el Genesis G80.

### España

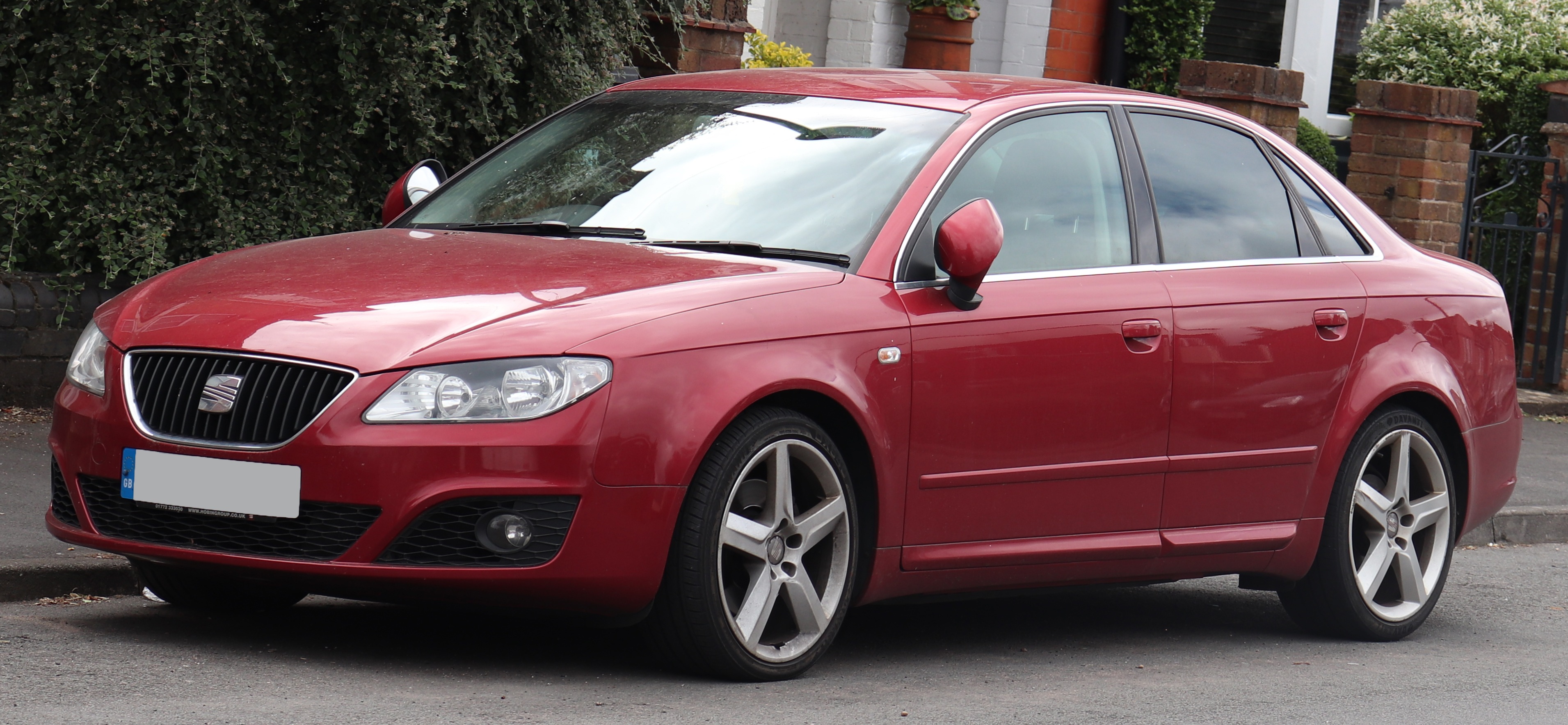
SEAT Exeo

El primer coche ejecutivo de SEAT fue el SEAT 1500 de 1963-1973, luego en 1973 se lanzó el SEAT 132, que era muy similar al FIAT 131 de la época, ya que todos los coches de la marca se producían bajo licencia de FIAT. Se fabricó hasta 1982, cuando fue sustituido por el SEAT Málaga en 1984, que fue el primero de fabricación propia íntegramente, para ser sustituido posteriormente por el SEAT Toledo en 1991.

Muchos años después, en 2009, SEAT lanzó el Exeo, que es básicamente un Audi A4 rebautizado en la plataforma B7, con algunas modificaciones menores en las partes delantera y trasera, aunque no era un vehículo del segmento E sino del segmento D. Mantuvo su éxito como coche de empresa hasta 2013. Además, fue utilizado como coche patrulla del cuerpo de carreteras de la Guardia Civil. Estaba disponible en variantes sedán y familiar. Fue el primer vehículo de la marca equipado con inyección directa common rail diésel.

### Suecia

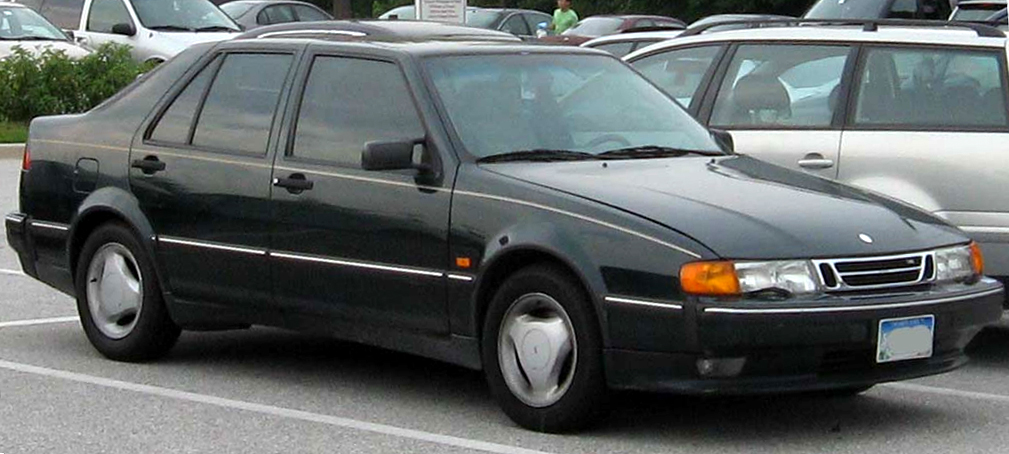
Saab 9000 (1991-1994)

El primer automóvil ejecutivo de Saab fue el Saab 9000 de 1984, que se produjo con estilos de carrocería sedán y "liftback". El 9000 fue reemplazado por el Saab 9-5. En 2010, la segunda generación del 9-5 cambió a una plataforma compartida con varios modelos de General Motors, hasta que Saab quebró en 2012.
Volvo comenzó a producir automóviles ejecutivos en 1968, con el Volvo 164. En 1974, el 164 fue reemplazado por el Volvo 260, que fue sustituido por el Volvo 760 en 1982 y luego por el Volvo 960 en 1994. El 960 pasó a llamarse S90 (modelos sedán) y V90 (modelos familiares) en 1996. El Volvo S80 se lanzó en 1998, siendo reemplazado en 2016 por una nueva generación de sedanes y familiares Volvo S90/V90.

### Reino Unido
Daimler Motor Company produjo coches de lujo en varios tamaños a partir de finales de la década de 1890. El linaje que condujo a sus automóviles ejecutivos comenzó con los modelos Daimler 16 y Daimler 16/55 de 1923-1929, que fueron seguidos en 1932 por el Daimler Fifteen. El Quince fue reemplazado por el Daimler New Fifteen de 1937 y luego por el Daimler Consort de 1939 (originalmente llamado "Daimler 2½ Litre"). El Consort fue reemplazado por el Daimler Conquest de 1953-1958. En 1962, se lanzó el Daimler 2.5 V8 (más tarde rebautizado como "Daimler V8-250"), basado en el Jaguar Mark 2. En 1966, se introdujo el Daimler Sovereign, basado en el Jaguar 420. El Sovereign y el V8-250 se produjeron juntos hasta que ambos terminaron su producción en 1969.
Jaguar comenzó la producción de coches ejecutivos en 1935 con el primero de los modelos Jaguar Mark IV. Estos fueron reemplazados por el Jaguar Mark V de 1948-1951. El sucesor del Mark V aumentó de tamaño al segmento de automóviles de lujo de tamaño completo, por lo que el siguiente automóvil ejecutivo fue el Jaguar Mark 1 de 1955. En 1959, el Mark 1 fue reemplazado por el Jaguar Mark 2. En 1963, el Jaguar S-Type se introdujo y se vendió junto con el Mark 2. Ambos modelos fueron reemplazados por el Jaguar 420 de 1966-1968. Después de una pausa de 30 años en el mercado de automóviles ejecutivos, Jaguar regresó en 1998 con el S-Type de estilo retro. El S-Type fue reemplazado por el Jaguar XF (X250) de 2007 y luego por el Jaguar XF (X260) de 2015.
El primer automóvil ejecutivo de Humber fue el Humber Hawk de 1945. El Hawk estaba disponible con características como pintura de dos tonos y metalizada, tapicería de cuero, adornos de madera y techo corredizo. La producción del Hawk, junto con el Humber Super Snipe y el Imperial, de tamaño similar, cuya producción cesó cuando la marca se disolvió en 1967.
Rover se introdujo en el mercado de automóviles ejecutivos en 1948 con el Rover P3. El P3 fue reemplazado por el Rover P4 en 1949, que se produjo hasta 1964. El Rover P6 de 1963 fue el siguiente automóvil ejecutivo producido por Rover, sustituido por el Rover SD1 en 1976 (comercializado como Standard 2000 en la India). El SD1 fue reemplazado por el Rover 800 de 1986, que fue desarrollado conjuntamente con el Honda Legend y tenía un diseño de tracción delantera. En 1999, la serie 800 fue reemplazada por el Rover 75, que se fabricó hasta 2005. La serie 75 abarcaba las categorías ejecutiva y ejecutiva compacta debido a su tamaño, aunque estaba disponible una versión con batalla larga.
El primer automóvil ejecutivo que recibió la insignia de Triumph fueron los modelos Triumph 1800/2000/Renown de 1946-1954. La siguiente y última entrada de Triumph en el mercado de automóviles ejecutivos fue el Triumph 2000/2.5PI/2500 de 1963-1977, que fue un éxito de ventas en Gran Bretaña.
El primer coche ejecutivo de Ford Europa fue el Ford Zephyr de 1950. El Zephyr, y los modelos Consul, Zodiac y Executive relacionados, se produjeron durante cuatro generaciones hasta 1972. El Ford Granada de 1972 se fabricó inicialmente en el Reino Unido antes de pasar a importarse de Alemania en 1976. En 1985, se lanzó el Ford Scorpio y se vendió en el Reino Unido como Ford Granada hasta 1994.
Vauxhall se introdujo en el mercado de automóviles ejecutivos con el Vauxhall Carlton de 1978 y el Vauxhall Royale/Senator relacionado, que se basaron en el Opel Rekord E. En 1986, el Vauxhall Carlton Mark II sustituyó al Opel Omega A de fabricación alemana, que fue reemplazado en 1994 por el Vauxhall Omega, una versión rebautizada del Opel Omega B.

### Estados Unidos
En los Estados Unidos, los coches ejecutivos se conocen como automóviles de tamaño completo.

### Vietnam

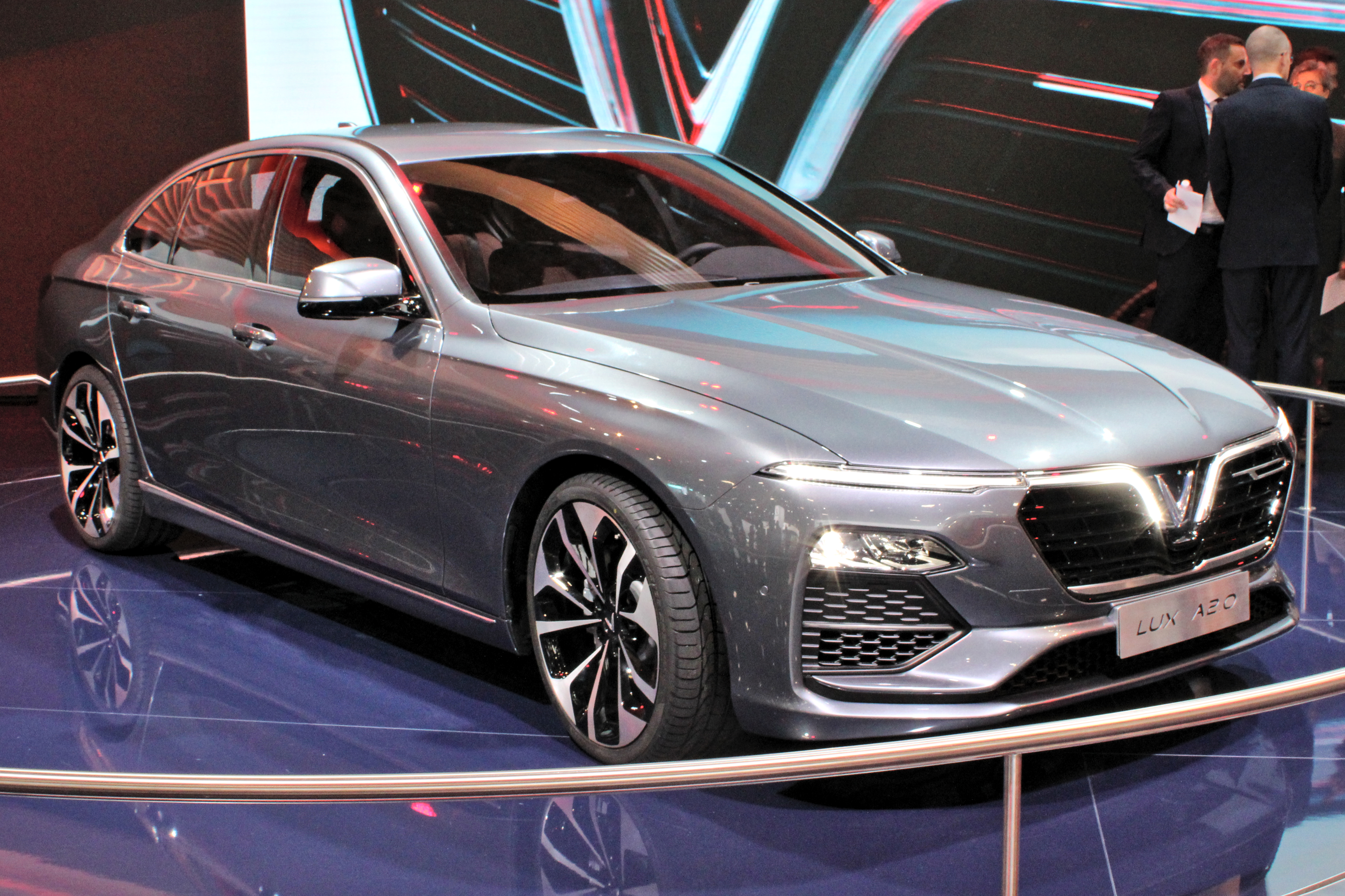
Presentación del LUX A2.0 en el Salón de París (2018).

El primer automóvil ejecutivo producido por una empresa vietnamita es el VinFast LUX A2.0, presentado en el Salón del Automóvil de París de 2018. Su producción comenzó en 2019, obteniendo un gran éxito en el mercado automovilístico nacional vietnamita.